# Lomy (Osečnice)
Lomy (německy Lomm) je malá vesnice, část obce Osečnice v okrese Rychnov nad Kněžnou. Nachází se asi 1 km na severovýchod od Osečnice. V roce 2009 zde bylo evidováno 24 adres.
 
Lomy leží v katastrálním území Lomy u Osečnice o rozloze 1,71 km2. První zmínka o osadě pochází z roku 1542.
| rok  | počet obyvatel | národnostní zastoupení                      |
| ---- | -------------- | ------------------------------------------- |
| 1651 | 34             |                                             |
| 1840 | 209            |                                             |
| 1890 | 142            | 109 české národnosti, 33 německé národnosti |
| 1900 | 132            | 108 české národnosti, 24 německé národnosti |
| 1910 | 111            | 99 české národnosti, 12 německé národnosti  |
| 1921 | 105            | 99 české národnosti, 6 německé národnosti   |
| 1938 | 97             | 90 české národnosti, 7 německé národnosti   |
| 2007 | 77             |                                             |